# Gary Florimont
Gary Florimont (Saint-Claude, 16 giugno 1987) è un cestista francese.